# Stenus kiesenwetteri
Stenus kiesenwetteri es una especie de escarabajo del género Stenus, familia Staphylinidae. Fue descrita científicamente por Rosenhauer en 1856.
Habita en Reino Unido, Bélgica, Alemania, Países Bajos, Francia, Suecia, Japón, Austria, Estonia, Dinamarca, Finlandia e Irlanda.